# Robert Fossier
Robert Fossier (Le Vésinet, Yvelines, 4 de septiembre de 1927-Meudon, Altos del Sena, 25 de mayo de 2012) fue un historiador francés dedicado a la Edad Media. Fue uno de los medievalistas más importante del siglo XX, muy influido por la Escuela de los Annales, pero sin alcanzar tanta fama como Georges Duby y Jacques Le Goff. Amplió el conocimiento de la Edad Media en los campos de la historia social y económica.
Fue uno de los difusores de la teoría del incastellamento junto con  Pierre Toubert. Contribuyó a desmitificar muchos conceptos que se tenían sobre la Edad Media. En una de sus entrevistas declaró "estoy convencido de que los hombres de la Edad Media somos nosotros".

## Obra
- Gente de la Edad Media. Ed. Taurus. 2007 ISBN 9788430606498

- Le Travail au Moyen Âge, Hachette, 2000.

- L’histoire économique et sociale du Moyen Âge occidental, Brepols, 1999.

- Villages et villageois au Moyen Âge. Ed. Christian, 1995.

- La Edad Media. Ed. Crítica. 1988

- Paysans d'Occident (XIe-XIVe siècles), PUF, 1984.

- Enfance de l’Europe : Xe-XIIe siècle : aspects économiques et sociaux, PUF, 1982.

- Histoire de la Picardie, Privat, 1974.

- La Terre des hommes en Picardie jusqu’à la fin du XIIIe siècle, Nauwelerts, 1968.